# Collectif Manifestement
Le Collectif Manifestement est un collectif d'artistes bruxellois fondé en 2006 autour de Laurent d'Ursel. 
Il organise une fois par an une performance artistique qui prend la forme d'une manifestation,.
En 2011, il forge le néologisme dégagisme, qui fait florès, et en publie le Manifeste.
Parmi ses membres, on compte notamment Anne Löwenthal, Nicolas Marion, Xavier Löwenthal ou Serge Goldwicht.

## Publications
- Revendications de (pré-)SDF bruxellois, Maelström, Bruxelles, 2011.
- Manifeste du dégagisme, Maelström, Bruxelles, 2011.
- Dégagisme du manifeste, Maelström, Bruxelles, 2017.
- Chronique du rattachement de la Belgique au Congo, Maelström, Bruxelles, 2017.

## Listes des manifestations / performances du Collectif
- Y'a trop d'artistes!, 2006
- Pour le rattachement de la Belgique au Congo, 2007
- Non! Islamisme n'est pas le seul mot de la langue française qui a mal tourné, 2008
- La Mort commence a bien faire!, 2009
- Les S.D.F. descendent dans la rue, 2010
- Tous unis contre la démocratie!, 2011
- Goy, redresse la tête! (Nous aussi, on est partout!), 2012
- Sans titre, 2013
- Pour un partage de la violence!, 2014
- Fatwa contre les intégristes de l'intégration, 2015
- Privilèges pour tous!, 2016
- Pour en finir avec la planète... en beauté!, 2017
- Vivons futiles, soyez objets!, 2018
- Tous frères? Au secours!, 2019